# Andrew Nicholson (Reiter)
Andrew Clifton Nicholson ONZM (* 1. August 1961 in Te Awamutu, Waikato)  ist ein neuseeländischer Vielseitigkeitsreiter und sechsfacher Teilnehmer an Olympischen Spielen.
Nicholson zog in den 1980er-Jahren nach England, da er hier bessere Chancen für seine Karriere sah. Er lebt in der englischen Marktstadt Marlborough, wo er als Ausbilder für Vielseitigkeitspferde tätig ist.
Im Januar 2014 heiratete er seine langjährige Lebensgefährtin, die britische Vielseitigkeitsreiterin Wiggy Channer. Aus der Beziehung stammen zwei Kinder.

## Pferde (Auszug)
- Nereo
- Spinning Rhombus
- Avebury
- Mr. Smiffy

## Erfolge
- Olympische Spiele:
  - 1984: mit Kahlua 6. Platz mit der Mannschaft und 28. im Einzel
  - 1992, Barcelona: mit Spinning Rhombus 2. Platz mit der Mannschaft und 16. im Einzel
  - 1996, Atlanta: mit Jagermeister II 3. Platz mit der Mannschaft
  - 2004, Athen:  mit Fenicio 5. Platz mit der Mannschaft und 61. Platz im Einzel
  - 2008, Hongkong: mit Lord Killinghurst 5. Platz mit der Mannschaft
  - 2012, London: mit Nereo 3. Platz mit der Mannschaft

- Weltreiterspiele:
  - 1990, Stockholm: mit Spinning Rhombus Gold mit der Mannschaft und 4. Platz in der Einzelwertung[4][5]

- Siege in CCI 4*-Prüfungen:
  - Burghley: 1995 mit Buckley Province, 2000 mit Mr. Smiffy und 2012, 2013 sowie 2014 mit Avebury
  - Lexington KY: 2013 mit Quimbo
  - Luhmühlen: 2013 mit Mr Cruise Control
  - Badminton: 2017 mit Nereo